# جمهوریت (گول‌آغاچ)
جمهوریت (به ترکی استانبولی: Cumhuriyet) یک منطقهٔ مسکونی در ترکیه است که در گول‌آغاچ واقع شده‌است.